# Estação IPASE
A Estação IPASE é uma parada do BRT TransCarioca localizada no bairro da Praça Seca, no município do Rio de Janeiro.

## Serviços existentes e horário de funcionamento
Segundo o site oficial da administradora do BRT, existem as seguintes linhas (serviços) que atendem a estação:
- Alvorada - Madureira (Parador): 4h às 23h (de segunda a domingo)
- Alvorada - Fundão (Parador): das 23h às 5h (de segunda a sábado) e 24 horas (domingos)